# Al Kalb al Rai
Al Kalb al Rai (rho Cephei) is een ster met spectraalklasse A3V in het sterrenbeeld Cepheus. De ster (schijnbare magnitude 5,5) heeft een afstand van 239,8 lichtjaar. 